# 만선일보
《만선일보》(滿鮮日報)는 일제강점기 말기에 만주에서 한국어로 발간된 일간 신문이다.

## 개요
1937년 10월 21일에 만주국의 수도 신징에서 《만몽일보》(滿蒙日報)와 《간도일보》(間島日報)를 통합하여 창간되었다. 만몽일보는 신징에서, 간도일보는 룽징에서 발행되던 한국어 신문이었다. 두 신문이 모두 친일적 성격이 농후했으며, 일본 제국의 언론 통제 정책에 따라 합병이 이루어진 만큼 만선일보도 친일 성향을 품고 있었다.
만선일보는 일본 제국의 만주국 건국 이념인 '오족협화(五族協和)'를 충실히 따르고 구현함으로써, 수백만 명에 달하는 재만 한국인들을 상대로 한국어로 일본 제국의 정책을 선전하는 역할을 했다. 일본 제국의 자금 지원을 받아 발간되면서 창간 이듬해에는 조석간 체제로 발행하고 조선에도 지국을 설립하여 사세가 확장되었다.
일제 강점기 말기에 다수의 한국어 신문이 폐간된 상황에서 한국어로 발간된 만선일보는 민족문학을 유지 계승했다는 측면도 갖고 있었다. 긍정적 측면을 강조하는 이러한 지적에 대하여는, 만선일보의 한국어 신문으로서의 간행 유지가 한국민에게 자주성을 부여하기 위해서가 아니라 재만 한국인에 대한 일제 지배논리의 선전 필요성 때문이었다는 반박이 있다.
이성재가 만선일보 사장과 이사장, 진학문과 최남선이 만선일보 고문을 역임한 바 있고 편집국장으로 염상섭, 홍양명, 기자로 안수길, 박팔양, 이석훈 등 유명 언론인과 문인들이 참여했다. 그러나 후반기로 가면서 고위직에는 일본인이 임명되었다. 1945년 태평양 전쟁 종전으로 후원자인 일본 제국이 패망하면서 폐간되었다.

## 참고자료
- 김재용 (2003년 6월 20일). 〈2. 재만주 친일문학 - '협회미담'과 '금연문예'에 나타난 내적 갈등과 친일의 길 (이선옥)〉. 《재일본 및 재만주 친일문학의 논리》. 서울: 역락. ISBN 8955563132.